# 长叶野桐
长叶野桐（学名：Mallotus esquirolii），为大戟科野桐属下的一个植物种。